# Мамедов, Рахиль Сарвар оглы
Рахиль Сарвар оглы Маммадов (азерб. Rahil Sərvər oğlu Məmmədov; род. 24 ноября 1995, Баку) — азербайджанский футболист, защитник клуба «Араз-Нахчыван» и сборной Азербайджана.

## Клубная карьера
Родился 24 ноября 1995 года в Баку.
Начал профессиональную карьеру в составе бакинского «Нефтчи». Дебют в чемпионате Азербайджана состоялся 1 апреля 2015 года в матче против «Баку» (2:0). Летом 2016 года провёл в составе «Нефтчи» три матча в квалификации Лиги Европы. В 2017 году Мамедов не играл из-за восстановления после операции на плечах.
В середине сезона 2017/18 перешёл в стан «Сабаила». Летом 2018 года подписал контракт с агдамским «Карабахом». Вторую половину сезона 2021/22 отыграл на правах аренды в клубе «Зиря».
В январе 2024 года заключил полуторагодичный контракт с польским ЛКС из Лодзи. По итогам сезона 2023/24 команда заняла последнее 18 место и вылетела из Экстраклассы. Его новой командой в июле 2024 года стал «Радомяк», с которым он заключил двухлетнее соглашение, однако в мае 2025 года контракт был расторгнут по обоюдному согласию сторон
25 июля 2025 года Мамедов подписал однолетний контракт с клубом «Араз-Нахчыван».

## Карьера в сборной
С 2015 по 2016 год провёл 8 матчей за молодёжную сборную Азербайджана до 21 года, в которых забил один гол. В составе сборной Азербайджана до 23 лет стал победителем Игр исламской солидарности 2017 года, прошедших в Баку.
Дебют в составе национальной сборной Азербайджана состоялся 27 марта 2018 года в товарищеском матче против Македонии (1:1). В Лиге наций УЕФА сезона 2018/19 сыграл в трёх матчах. В квалификации чемпионата Европы 2020 года Мамедов принял участие в двух матчах, а в отборе 2024 года — в пяти.
По состоянию на июль 2024 года провёл за сборную Азербайджана 18 матчей.

## Достижения
«Карабах»
- Чемпион Азербайджана (2): 2018/19, 2019/20

«Нефтчи»
- Финалист Кубка Азербайджана: 2015/16